# Boettcheria calceata
Boettcheria calceata är en tvåvingeart som först beskrevs av Carroll William Dodge 1967.  Boettcheria calceata ingår i släktet Boettcheria och familjen köttflugor. Inga underarter finns listade i Catalogue of Life.